# Vuurtoren van Flamborough Head
Flamborough Head Lighthouse (de vuurtoren van Flamborough Head) bevindt zich in de Engelse unitary authority East Riding of Yorkshire. De vuurtoren dient als oriëntatiepunt voor de scheepvaart langs de Engelse oostkust en voor schepen die zich in volle zee bevinden. Vaartuigen die op weg zijn naar Scarborough of Bridlington gebruiken hem als richtpunt omdat hij de kaap van Flamborough Head aangeeft. De installatie wordt beheerd vanuit het Planning Centre van Trinity House in Harwich in Essex. Deze vennootschap beheert navigatiemiddelen voor Engeland, Wales, Gibraltar en de Kanaaleilanden.

## Kenmerken en uitrusting
De witte toren heeft een conische vorm en een hoogte van 26,5 m. Het metalen lichthuis is bereikbaar via een wenteltrap met 119 treden. De toren heeft een dubbele galerij aan de buitenzijde. Een woning voor vuurtorenwachters is met de toren verbonden. Een ronddraaiend catadioptrisch systeem, bestaande uit een fresnellens, bundelt het licht, dat een sterkte heeft van 433 000 candela en zichtbaar is tot op 24 zeemijl (ongeveer 44,5 km). De toren vertoont 4 witte schitteringen om de 15 seconden. De lichtbron bevindt zich 65 meter boven het zeeniveau. Bij slechte zichtbaarheid genereert een elektrische misthoorn 2 tonen om de 90 seconden. Deze hoorn wordt automatisch in werking gesteld door een mistdetector.

## Geschiedenis

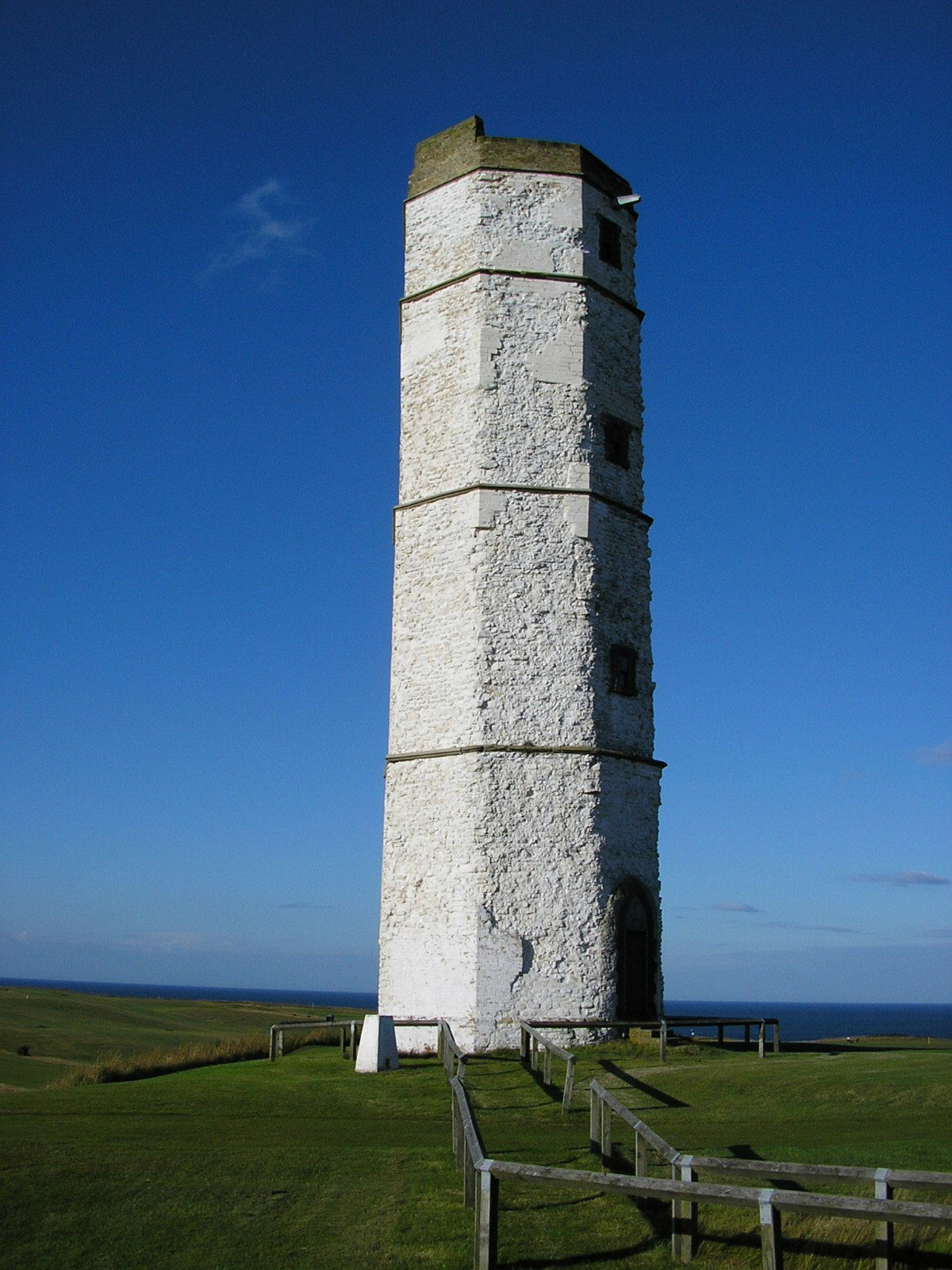
De eerste vuurtoren, bestaande uit krijtsteen.

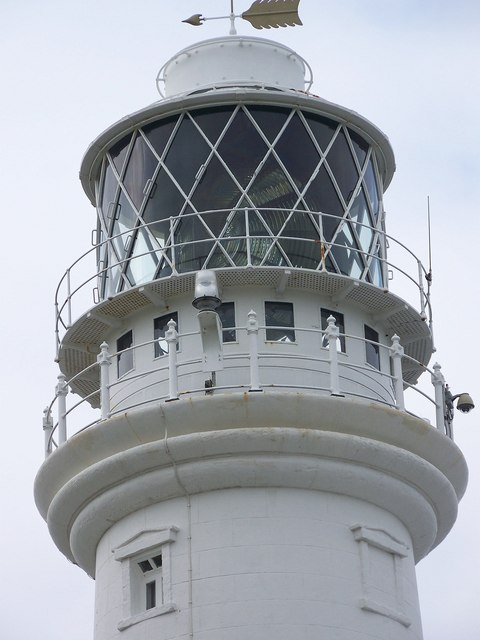
Het lichthuis van de huidige vuurtoren. Zichtbaar zijn de twee torengalerijen en de fresnellens.

### De eerste vuurtoren
In 1674 liet Sir John Clayton een vuurtoren oprichten op Flamborough Head in opdracht van koning Karel II. Clayton wou een tol heffen op de schepen die voorbij de kaap voeren en was daarom van plan om nog twee bijkomende vuurtorens te bouwen. Omdat Clayton na het optrekken van de eerste vuurtoren in financiële problemen kwam, werden de bijkomende torens nooit gerealiseerd.
Als bouwmateriaal werd voor deze achthoekige vuurtoren vooral krijtsteen gebruikt. Op het dak was plaats voorzien voor een vuur dat kon gestookt worden met brandhout of steenkool. In 1996 werd een bedrag van £ 100 000 vrijgemaakt waarmee de toren werd gerestaureerd. Tijdens deze restauratie werd duidelijk dat het bouwwerk naar alle waarschijnlijkheid nooit in dienst is geweest.

### De huidige vuurtoren
De huidige vuurtoren werd in 1806 opgetrokken door John Matson, afkomstig uit Bridlington. Het ontwerp was van Samuel Wyatt, een architect van Trinity House. Het licht, dat met olie werd gestookt en een sterkte had van 13 860 candela, werd voor de eerste keer ontstoken op 1 december 1806. De kostprijs van het project bedroeg £ 8 000.
George Robinson had voor de toren een lichtsysteem bedacht met 21 paraboolreflectoren. Op een verticale as was een driehoekig horizontaal kader aangebracht. Op elke zijde van dit kader waren zeven reflectoren gemonteerd. Aan één zijde van het kader werden de reflectoren voorzien van rood glas. Door de rotatie van de as gaf de toren telkens twee witte schitteringen gevolgd door een rode. Het hele systeem werd in beweging gebracht door een uurwerkmechanisme. Het gewicht dat het mechanisme aandreef kon dalen in een verticale metalen buis die doorheen de hele toren liep. Deze pijp is nog steeds aanwezig.
In 1925 werd de toren verhoogd tot 26,5 m, de huidige hoogte. Het complex werd in 1940 voorzien van een elektrische installatie en verder gemoderniseerd in 1974. Oorspronkelijk werd er bij slechte zichtbaarheid om de vijf minuten een projectiel afgeschoten dat een hoogte van 183 meter bereikte. Later kwam er een diafoon voor in de plaats, een misthoorn die werd aangedreven door luchtdruk. In 1975 werd de diafoon vervangen door een elektrische misthoorn.
De toren kreeg een nieuwe lichtbron in 1992 toen een halogeenlamp van 1000 watt werd geïnstalleerd. Als gevolg van de automatisatie in 1996, beëindigden de laatste vuurtorenwachters hun dienst op 8 mei 1996. In november 2006 werd de 200ste verjaardag van de vuurtoren gevierd. Het complex werd herschilderd in 2010. De vuurtoren wordt tijdens de lente- en zomermaanden opengesteld voor het publiek.

## Historische gebouwen
Zowel de toren van Clayton als de huidige vuurtoren werden ingeschreven op de Statutory List of Buildings of Special Architectural or Historic Interest. De toren van Clayton werd geregistreerd als een Grade II* listed building, een bijzonder belangrijk gebouw. De huidige vuurtoren werd ingeschreven als een Grade II listed building, een belangrijk gebouw waarvoor de nodige inspanningen moeten gedaan worden om het in zijn huidige toestand te bewaren.